# Травин, Владимир Валентинович
Влади́мир Валенти́нович Тра́вин (род. 7 июня 1960, Большое Козино, Горьковская область) — российский предприниматель, председатель совета директоров ОАО «Атомэнергопром».

## Биография
- В 1983 году окончил факультет общей и прикладной физики МФТИ по специальности «Экспериментальная ядерная физика».[2]
- В 1983—1985 годах работал инженером в Российском федеральном ядерном центре «Всероссийский научно-исследовательский институт экспериментальной физики» в Арзамасе-16.
- В 1985—1986 годах — секретарь горкома ВЛКСМ Сарова.
- В 1986—1991 годах работал инженером, младшим научным сотрудником, научным сотрудником ВНИИЭФ.
- В 1991—1994 годах — директор Арзамасского экспериментального предприятия.
- В 1994—1996 годах — финансовый директор АКБ «Саровбизнесбанк».
- В 1996—1998 годах — вице-президент по финансам, вице-президент по стратегическому развитию ОАО «Нефтяная компания „Норси-ойл“».
- В 1998—1999 годах — вице-президент по финансам ОАО АК «Транснефть».
- В 1999—2000 годах — директор по стратегическому развитию и международным связям АКБ «Саровбизнесбанк».
- В 2000 году — первый заместитель председателя правления ОАО НСКБ «Гарантия».
- В 2000—2005 годах — генеральный директор ЗАО «Регион Инвест Консалт Поволжье»; председатель координационного Совета по кредитной политике и инвестициям ОАО «АКБ Саровбизнесбанк» и ОАО НСКБ «Гарантия»; член Совета директоров ОАО «АКБ Саровбизнесбанк»; председатель совета директоров ОАО НСКБ «Гарантия».
- В 2005 году — директор ЗАО «Арзамасское экспериментальное предприятие».
- В 2005—2006 годах — советник руководителя, заместитель руководителя Федерального агентства по атомной энергии.
- С июля 2007 года — директор ОАО «Атомэнергопром».
- С апреля 2010 года — председатель совета директоров ОАО «Атомэнергопром»[3].